# 120-й окремий розвідувальний полк (Україна)
120-й окремий розвідувальний полк (120 ОРП, в/ч А4051) — підрозділ військової розвідки Збройних сил України у складі Сухопутних військ.[ангажоване джерело]

## Історія
Батальйон було сформовано в березні 2022 року у Київській області. Розгортання відбувалося за рахунок мобілізованих резервістів та кадру офіцерів. Навесні 2022 року після нетривалої підготовки підрозділи батальйону було відправлено в райони бойових дій. Бійці батальйону воювали у гарячих точках Чернігівщини, Київщини, Харківщини і Донеччини.[ангажоване джерело]
З вересня 2023 року 120 окремий розвідувальний батальйон за наказом Командувача Сухопутних військ був розгорнутий до полку. Також була змінена символіка.

## Символіка

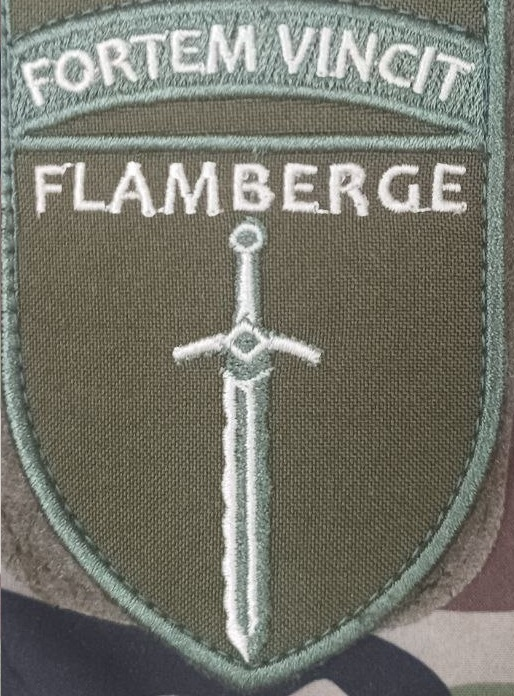
Нарукавний знак батальйон

Символом підрозділу став меч з клинком "фламберг" (нім. Flamberge). Лезо клинка - хвилясте, що уособлює язики полум'я, які спалюють нечисть. Гаслом було обрано вислів латиною Fortem Vincit - Сильний перемагає.

## Втрати
- 3 березня 2023 року Павло Петрущак[2]